# 澤繁実
澤 繁実（さわ しげみ、1977年2月1日 - ）は、映画プロデューサー、俳優、元自衛官（陸上自衛隊 普通科 最終階級：２等陸佐）。

## 人物
防衛大学校卒、東京工業大学総合理工学研究科知能システム科学専攻博士課程（満期退学）人工知能・脳科学・論理学・システム科学を研究。
国家公務員を24年務め、陸上自衛隊隊長（米子、都城）、ミサイル開発、幹部教育、予算要求、国会答弁作成等に携わる。公務員を退職した次の日に、マクドナルドのアルバイト申込。ほぼ毎日和服を着る会会長。映画プロデューサー（国際映画祭）。
演劇舞台「ちはやぶる神の国」（銀座博品館劇場）で主演の織田信長役を務める。民間外交家（アフリカ・アジア）など多彩な顔を持ち活動している。「令和の現役の織田信長こと澤繁実」というキャッチネームを使っている。

## 来歴
防衛大学校理工学部で情報工学専攻。東京工業大学総合理工学研究科知能システム科学専攻で脳内の概念操作に関するモデルの研究を行い、修士を取得。博士課程に進学して、汎用人工知能をコンピューターの中に実現する研究と、進化心理学、論理学、心理学、数学等を研究し、満期退学　。
防衛省技術研究本部（防衛装備庁）にてミサイルの研究開発、プロジェクト管理に携わる　。
財務省予算説明、日米共同研究開発、陸上装備に関する行政、歩兵の戦い方研究等に携わり　、2等陸佐で退官。
マクドナルドのクルーを経て、セミナー講師、映画プロデューサー、俳優などを務め、現在に至る。
2024年東京都知事選挙に立候補。56人中27位で落選した。

### 仏僧
東京三田にある、大本山弘法寺仏道学院第2期を卒業。法名『実真』を授かり、得度した。

### 映画プロデューサー
映画　『GENSAN PUNCH』（邦題：義足のボクサー）釜山（プサン）国際映画祭 アワード受賞、『December』（邦題『赦し』）　釜山国際映画祭Jiseok賞ノミネート他、映画作品の製作委員会にプロデューサーとして参加している。

### 俳優
銀座 博品館劇場　期間：2024年4月17日〜21日　演劇集団アトリエッジ『ちはやぶる神の国』「異聞・本能寺の変」にて主演の　織田信長を演じた。

### 東京都知事選の公約
2024年都知事選挙では以下のような公約を掲げた。
- 子どもひとりにつき年間100万円（東京から子ども達があふれかえる）
- 人材とテクノロジーに投資する東京：ギフテッド天才の飛び級無料学校
- お金が巡り続ける新東京経済圏構想
- 投資で稼ぎ、減税する東京
- 規制緩和：楽市楽座：新たなルールを1つ作ったら3つの既存のルールを廃止
- 防災強化（自衛隊・海保と連携する東京）
- 河川開発（水の都ベネチア構想）
- 宮大工・伝統技術の継承 江戸城再建
- 離島の未来を守る
- 芸術獎励